# Bisdom Awgu
Het bisdom Awgu (Latijn: Dioecesis Auguensis) is een rooms-katholiek bisdom met als zetel de stad Awgu in Nigeria. Het bisdom is suffragaan aan het aartsbisdom Onitsha.

## Geschiedenis
In 1921 werden een kerk (Sint-Michael) en een katholieke school gebouwd in Awgu. Awgu werd een parochie in 1948. Het bisdom werd opgericht op 8 juli 2005, uit gebied van het bisdom Enugu. 

## Parochies
In 2018 telde het bisdom 48 parochies. Het bisdom had in 2018 een oppervlakte van 1.310 km2 en telde 700.000 inwoners waarvan 57,1% rooms-katholiek was.

## Bisschoppen
- John Ifeanyichukwu Okoye (8 juli 2005 - heden)

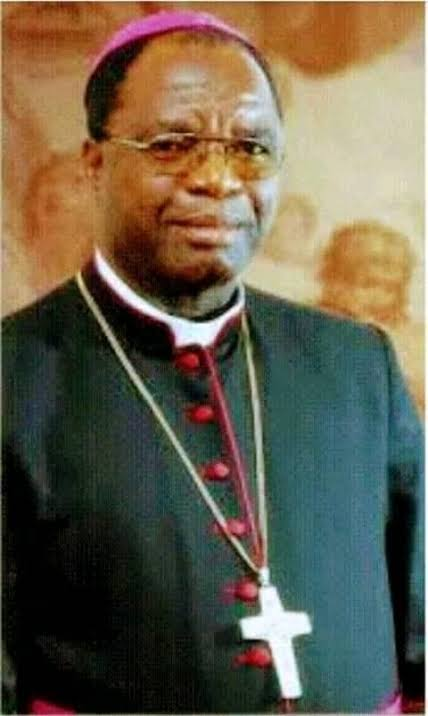
Bisschop John I. Okoye

Onitsha (aartsbisdom) · Abakaliki · Awgu · Awka · Ekwulobia · Enugu · Nnewi · Nsukka